# 黄腹鹟莺
黄腹鶲莺（学名：Abroscopus superciliaris）为鶲科鶲莺属的鸟类。该物种的模式产地在缅甸。

## 亚种
- 黄腹鶲莺指名亚种（学名：Abroscopus superciliaris superciliaris）。在中国大陆，分布于云南、西藏等地。该物种的模式产地在缅甸。[2]